# Norton (Kansas)
Norton è un comune degli Stati Uniti d'America, situato nello Stato del Kansas, nella contea di Norton, della quale è il capoluogo.